# Porga
A Porga (ógörögül: Ποργά) vagy Porin (ógörögül: Πορίνου) a horvátok első ismert fejedelme, aki Hérakleiosz bizánci császár uralkodásának idejében keresztelkedett meg. Nevét VII. (Bíborbanszületett) Konstantin bizánci császár De administrando imperio című művéből ismerjük. Ő volt a fejedelem a horvátok megkeresztelkedése idején.

## VII. Konstantin leírása
VII. Konstantin (913-959) fent említett műve szerint a Porga Hérakleiosz császár (610-641) uralkodása alatt keresztelkedett meg. A 30. fejezet 2.10-ben ez áll: „Attól kezdve függetlenek és önállóak maradtak, és szent keresztséget kértek Rómától, mely püspököket küldött, hogy megkereszteljék őket Πορίνου (Porinou) arkhónjuk idejében. A 31. fejezet 1.4-ben ezt mondja: „Ugyanezeknek a horvátoknak Ποργα (Porga) apja volt akkori arkhónjuk”, az 1.5-ben pedig „Hérakleiosz császár papokat kért és hozatott Rómából, és egy érseket és püspököt, valamint presbitereket és diakónusokat, és megkeresztelték a horvátokat. Akkoriban ezeknek a horvátoknak Porga volt az arkhónjuk.”
A keresztség azonban csekély hatással volt, mivel a fehér horvátok végül újra megkeresztelkedtek, ezúttal Rómában, miután 677-ben legyőzték az avarokat, és lerázva a frank fennhatóságot Dalmácia tartományban telepedtek le . A honfoglalást öt testvér vezette: Kloukas (Κλουκας), Lobelos (Λόβελος), Kosentzis (Κοσέντζης), Mouchlo (Μουχλώ), Chrobatos (Χρωβάτος), és két nővér, Touga (Τουγά) és Bouga (Βουγά).

## Történelmi viták
A korai történészek, mint az angol Henry Hoyle Howorth, úgy gondolták, hogy Porga a Fehér-Horvátországot elhagyó öt fehér horvát testvér egyikének a fia. Azt is megállapították, hogy a név valószínűleg nem szláv eredetű. Pavel Jozef Šafárik szlovák történész a Purgas névhez hasonlította a nevet, amely egy 1229-ben említett mordvin vezér neve volt. Howorth úgy vélte, hogy a horvátok „idegen, talán avar származású fejedelmeknek” voltak alárendelve. Franjo Rački horvát történész úgy vélte, hogy a Porga a Borko szláv név idegen átírása lehetett. Vladimir Mažuranić azon az állásponton volt, hogy ez egy valódi személynév, amelyet a középkori Horvát Királyságban legalább a 12. századtól, valamint a Bánságban és a Boszniai Királyságban a 13. századtól „Porug” alakban használtak.
A közelmúltban Tibor Živković szerb történész azzal érvelt, hogy a név az iráni pouru-gâo kifejezésből származik, amelyet "marhákban gazdagnak" fordítottak. Ante Milošević horvát történész és régész új tézist vetett fel, miszerint a De administrando imperio 30. és 31. fejezetében szereplő névbeli eltérések a néphagyomány eltéréseiből fakadnak. Milošević szerint a 30. fejezet a longobárdok hagyományára emlékeztet, akiknek első legendás uralkodói (Godin, Peron és Klafon) nem valódi történelmi személyek voltak, hanem a skandináv Odinnal és a balto-szláv Perunnal egyenértékű istenségek. A 30. fejezetben Porin - akárcsak longobárd Peron, bár valószínűleg Porgának szánták - nem uralkodói név volt, hanem a szláv Perun istenséget jelölte. Ezért a Porin és Porga Perun istenség két különböző változata volt, és nem egy vagy két különálló történelmi uralkodó neve.  A tézist később Denis J. Alimov támogatta, aki megjegyezte, hogy a 13. századi mordvin főnök, Purgas neve Purginnak, a mennydörgés istenség nevéből ered, a 10. századi Kijevi Ruszban pedig Perun lett az uralkodóhoz kötődő legfőbb istenség.
Živković rámutatott, hogy Porga nem lehet Borna (810–821) vagy Branimir (879–892), akikkel a tudósok régebbi generációja próbálta azonosítani A személynevek változása, amely az irániból (vagy más eredetű nyelvből) szlávra váltott, egyszerűen nem történhetett meg néhány generáció alatt. Így fehér horvátok honfoglalásának idejét a 7. századra és nem a 9. századra teszik. Az időrend ismeretének hiányában a 19. századi tudós, Henry Hoyle Howorth úgy vélte, hogy Porga a 30. fejezetben említett azon öt testvér egyikének a fia, akik elhagyták Fehér-Horvátországot. Ezen a feltételezésen továbbmenve Ivo Omrčanin horvát történész úgy vélte, hogy Porga kb. 660 és 680 között, míg apja kb. 635 és 660 között élt. Živković szerb történész ezért megjegyezte, hogy mivel a horvátok érkezésének legkorábbi időpontja kb. 630, a keresztelésnek 638 előtt kellett történnie, amíg Hérakleiosz még jó viszonyban volt a pápával. Ez azonban azt jelentené, hogy a horvátok két arkhónnal rendelkeztek Hérakleiosz idején, és hat-hét évig uralkodtak volna, ami nem valószínű. Živković a De Administrando Imperio alapján úgy véli, hogy a horvátok megkeresztelkedése II. Konsztanszhoz (641–668) köthető, mint az az esemény, amely megkülönbözteti Porga atyját (I. Heraclius) Porgától (Hérakleiosz Konstantin).